# Ce que je crois (Mauriac)
Pour la collection littéraire, voir Gilbert Cesbron. Pour l'essai d'Hervé Bazin, voir Ce que je crois (Bazin).
Ce que je crois est un essai de François Mauriac paru en 1962 aux Éditions Grasset, dans la collection du même nom.
Selon Jean-Claude Baudet, il y expose « une idéologie catholique correspondant à des idées encore assez répandues dans la société française. »

## Commentaires
En réponse à l'envoi du livre, Philippe Sollers écrit à Mauriac : « ... une phrase est venue à moi d'elle-même : "C'est un peu comme lorsque nous découvrons que des étrangers connaissent et aiment comme nous un endroit secret de la forêt qui était le but de nos promenades solitaires..." Je crois qu'il en est ainsi, et je crois à ma manière à ce que vous croyez ».